# 61 Ceti
61 Ceti är en misstänkt variabel i stjärnbilden Valfisken.
61 Ceti varierar mellan visuell magnitud +5,92 och 6,07 och varierar utan någon fastställd periodicitet. Den befinner sig på ett avstånd av ungefär 360 ljusår.